# Colony 7
Colony 7 ist ein Arcade-Spiel aus dem Shoot-’em-up-Genre, das von Taitos US-amerikanischer Entwicklungsabteilung entwickelt und 1981 in Nordamerika veröffentlicht wurde. Das Spiel enthält Elemente aus Space Invaders und Missile Command und war die Inspiration des polulären Atari-2600-Spiels Atlantis.
Die Hauptinnovation von Colony 7 war das fortschrittliche Waffenarsenal. Dieses gab den Spielern die Möglichkeit, zwischen mehreren Waffen zu wählen, wobei jede Waffe via Mikrotransaktion durch den Münzschacht separat erworben werden musste.
Das Spiel war in der Videospielkollektion Taito Legends (2005) enthalten.